# Фирт, Скотт
Скотт Фирт (англ. Scott Firth) — британский бас-гитарист, гитарист и музыкальный продюсер. В настоящее время является бас-гитаристом группы Public Image Ltd, к которой присоединился в 2009 году, когда Джон Лайдон воссоединил группу.

## Карьера
Фирт играл на гастролях группы Spice Girls, также выступал с такими исполнителями как: Мелани Си, Джоан Арматрейдинг, Morcheeba, Стив Уинвуд, Джон Мартин, Тони Брэкстон, Элвис Костелло и другие.
У Фирта есть собственный джаз-бенд U-sonic, с Майлз Боулдом. Их альбом «Evolution» был номинирован как лучший альбом года.